# Кица Стоянова
Кица Димитрова Стоянова е българска актриса.

## Биография
Родена е през 1879 г. в Цариград. Завършва четвърти клас във Варненската девическа гимназия. През 1893 г. дебютира на сцената на Варненския градски театър „Напредък“, под ръководството на Ст. Кожухаров, а от 1894 до 1897 г. е редовна актриса. В периода 1899 – 1900 г. играе в ръководената от Коста Стоянов, Т. Тончев и Борис Пожаров пътуваща трупа. Между 1900 – 1902 г. играе на сцената на Търновския градски театър. През 1904 г. заминава за Загреб, където учи при Мария Марказа. Завръща се в България през 1905 г. и постъпва в трупата „Сълза и смях“. Дебютира с ролята на Тодорка в постановката „Иванко“ на Васил Друмев. Кица Стоянова е сред първите артисти на Народния театър. През 1910 г. напуска трупата на Народния театър и заедно с други артисти образуват Нов Народен театър, който след една обиколка из страната се завръща в София и започва да изнася редовни представления на сцената на театър „Одеон“. В началото на 1911 г. се завръща в Народния театър. През 1923 г. е уволнена от Народния театър. Заедно с Екатерина Златарева, Вера Игнатиева, Давид Георгиев образуват Софийски драматичен театър. Изнасят представления в „Славянска беседа“ и пътуват из страната. През 1924 – 1925 г. играе в кооперативния оперативен театър, а след това в пътуващия театър на П. К. Стойчев, с чиято трупа преминава в Русенския театър през 1925 – 1926 г. С министерска заповед от 1 септември 1925 г. се числи като актриса на Народния театър.

## Роли
Част от ролите, които играе Кица Стоянова са:
- Амалия – „Разбойници“ от Фридрих Шилер;
- Нерина – „Хитрините на Скапен“ от Молиер;
- Дойката – „Ромео и Жулиета“ от Уилям Шекспир;
- Иродиада – „Саломе“ от Оскар Уайлд;
- Амфиса – „Три сестри“ от Чехов;
- Дария – „Към пропаст“ от Иван Вазов;
- Тодорка и Баба Кера – „Иванко“ от Васил Друмев
- Керекова – „Свекърва“ от Антон Страшимиров;
- Малама – „Вампир“ от Антон Страшимиров;
- Баба Славовица – „Змейова сватба“ от Петко Ю. Тодоров

## Отличия и награди
Наградена е с „Дамски кръст“ II степен.